# Морщинин, Анатолий Иванович
Анато́лий Ива́нович Морщи́нин (27 января 1936, Уза — 5 августа 2016, Самара) — советский и российский тренер по боксу. Работал тренером в Куйбышевском суворовском военном училище, в Куйбышевской областной школе высшего спортивного мастерства, в спортивных обществах «Спартак» и «Росспартак», тренировал сборную команду РСФСР, являлся старшим тренером молодёжной сборной СССР, занимал должность председателя и главного тренера Федерации бокса Самарской области. Имеет тренерский стаж 46 лет, считается одним из патриархов самарского бокса. Судья республиканской категории (1965), заслуженный тренер РСФСР (1974).

## Биография
Родился в селе Уза Саратовской области. Рос в рабочей семье, был у своих родителей пятым ребёнком из шести. С тринадцати лет совмещал учёбу в школе рабочей молодёжи с работой токарем на заводе, позже работал монтажником-верхолазом. Одновременно с этим увлёкся боксом и начал серьёзно заниматься этим видом спорта.
В 1955 году призван проходить срочную службу в рядах Вооружённых Сил СССР, был направлен в Приволжский военный округ, находился в распоряжении военной части в Куйбышеве (ныне Самара). В армии продолжал активно заниматься боксом, дважды становился чемпионом военного округа в своей весовой категории, начал проявлять тренерские навыки. В 1956 году переведён в Куйбышевское суворовское военное училище, где назначен на должность тренера по боксу. После окончания срока срочной службы остался в училище и отработал здесь почти в течение девяти лет вплоть до его расформирования в 1964 году.
Уже в 1957 году к нему пришли первые успехи на тренерском поприще, возглавляемая им сборная команда Куйбышевского суворовского училища заняла второе место в общекомандном зачёте на первенстве Вооружённых Сил СССР среди юниоров. В 1961 году на аналогичных соревнованиях его воспитанники завоевали пять золотых медалей и одну бронзовую, заняв первое место среди всех команд. В то время как ученик Морщинина Е. Зайцев стал первым в истории самарского бокса чемпионом СССР среди юношей. Одновременно с тренерской деятельностью и сам продолжал регулярно выходить на ринг, так, в 1961 году он одержал победу на первенстве центрального совета добровольного спортивного общества «Спартак» и выполнил тем самым норматив мастера спорта СССР. Всего в его послужном списке 160 боёв, из которых он проиграл только 12.
В 1962 году он участвовал в подготовке молодёжной сборной РСФСР к первенству Советского Союза, затем с 1964 года работал сначала в ДСО профсоюзов «Спартак», а позже в Куйбышевской областной школе высшего спортивного мастерства. За долгие годы тренерской деятельности подготовил 54 мастера спорта, из них 37 вёл лично и 17 в сотрудничестве с другими тренерами, оказывая им консультационную и теоретическую помощь. В общей сложности его воспитанники 104 раза становились победителями и призёрами крупнейших соревнований международного, всесоюзного и всероссийского значения. Морщинин участвовал в подготовке таких известных чемпионов как Василий Шишов, Дмитрий Выборнов, Олег Саитов. В 1965 году получил звание судьи республиканской категории по боксу, был избран председателем тренерского совета и главным тренером Федерации бокса Куйбышевской области. В течение 21 года работал тренером в мужской сборной РСФСР по боксу, возглавлял молодёжную сборную СССР, являлся старшим тренером по боксу сборных команд ЦС ДСО «Спартак» и ДСО «Росспартак».
В декабре 1999 года вышел на пенсию, при этом остался в самарской областной федерации бокса в качестве консультанта. В общей сложности находился на тренерской работе 46 лет, является ветераном труда. В Самаре был открыт боксёрский клуб имени А. И. Морщинина, ежегодно в городе проводится традиционный турнир по боксу его имени.

## Награды и звания
В 1974 году ему присвоено почётное звание «Заслуженный тренер РСФСР». В 2003 году награждён почётным знаком «За заслуги в развитии физической культуры и спорта», помимо этого имеет также множество других наград, грамот и благодарственных писем.